# مادیموسا ترائوره
مادیموسا ترائوره (انگلیسی: Madimoussa Traoré؛ زادهٔ ۱۱ ژوئن ۱۹۸۶) بازیکن فوتبال اهل مالی است.
از باشگاه‌هایی که در آن بازی کرده‌است می‌توان به باشگاه فوتبال بوردو و باشگاه فوتبال لو مان اشاره کرد.